# Op og ud paa Travetur
|  | Denne artikel er oprettet af botten Steenthbot ud fra en ekstern database. Den kan derfor have sproglige fejl eller mangler. Denne skabelon kan fjernes efter kontrol af indholdet. |

Op og ud paa Travetur er en dansk dokumentarfilm fra 1938 instrueret af Preben Frank.

## Handling
Dansk Vandrelaugs sommerudflugter i 1938. Med Turudvalget København på udflugt til Mols - udflugten starter med ankomst til Ebeltoft og fortsætter i Mols Bjerge. Den 28. august går turen til Bornholm, hvor man både besøger Gudhjem og Hammershus.